# سانتا آنا لا ريال
بلدية سانتا آنا لا ريال (بالإسبانية: Santa Ana la Real) هي بلدية تقع في مقاطعة ولبة التابعة لمنطقة أندلوسيا جنوب إسبانيا.

## الديموغرافيا
بلغ عدد سكان بلدية سانتا آنا لا ريال 520 نسمة عام 2011 (وفقاً للمعهد الوطني الإسباني للإحصاء).
| 495 | 514 | 470 | 502 | 484 | 482 | 520 |